# Gymnasium in den Filder Benden
Das Gymnasium in den Filder Benden (meist nur kurz Filder Benden genannt; Akronym: GFB) ist eines von vier Gymnasien der nordrhein-westfälischen Stadt Moers. Als eigenständiges Aufbaugymnasium ging es 1971 aus einer Trennung vom Gymnasium Adolfinum hervor, an welches es seit 1926 als Aufbauzweig angegliedert war.
Im Januar 2024 zählte das Filder Benden etwa 990 Schüler und etwa 86 Lehrer und Referendare. Unter dem Motto „Gemeinsam für Bildung“ legt das Gymnasium Schwerpunkte auf Naturwissenschaften, Musik und Sprachen, wie unter anderem oberstuflicher Unterricht in Japanisch.

## Beschreibung und Lage
Das Gymnasium in den Filder Benden liegt im Moerser Stadtteil Vinn nahe der Innenstadt. Im Nordwesten grenzt der Schloss- und Freizeitpark an das etwa 15400 Quadratmeter große Schulgelände an der Zahnstraße 43, im Osten die historischen Gebäude des Martinstiftes, in dem sich heute die Moerser Musikschule befindet. 300 Meter Luftlinie südlich der Schule hinter der Venloer Straße befinden sich das Schwimm- und Freibad Solimare, das bis zum Abriss 2013 für Schulschwimmaktivitäten genutzt werden konnte, und die 2014 fertiggestellte Großsportanlage Filder Benden des GSV Moers, die für den Schulsportbetrieb mit verwendet werden kann.
Seit 2009 trägt die 200 Meter entfernte Bushaltestelle nicht mehr den Namen „Dr.-Karl-Hirschberg-Straße“, sondern wurde in „Gymnasium Filder Benden“ umbenannt.
Die Schule besteht aus einem Haupt- und Nebengebäude, zusätzlich besitzt sie zwei Sporthallen und eine Mensa. Insgesamt besteht die Schule aus etwa 70 Räumen, darunter normale Klassen- aber auch Fachräume für die Fächer Biologie, Physik, Chemie, Kunst und Musik. Zudem gibt es vier Computer- bzw. Medienräume, eine Aula, die zirka 200 Personen fasst, und zwei Schulhöfe, einen Innen- und einen Außenhof.

Schullogo
Grundriss
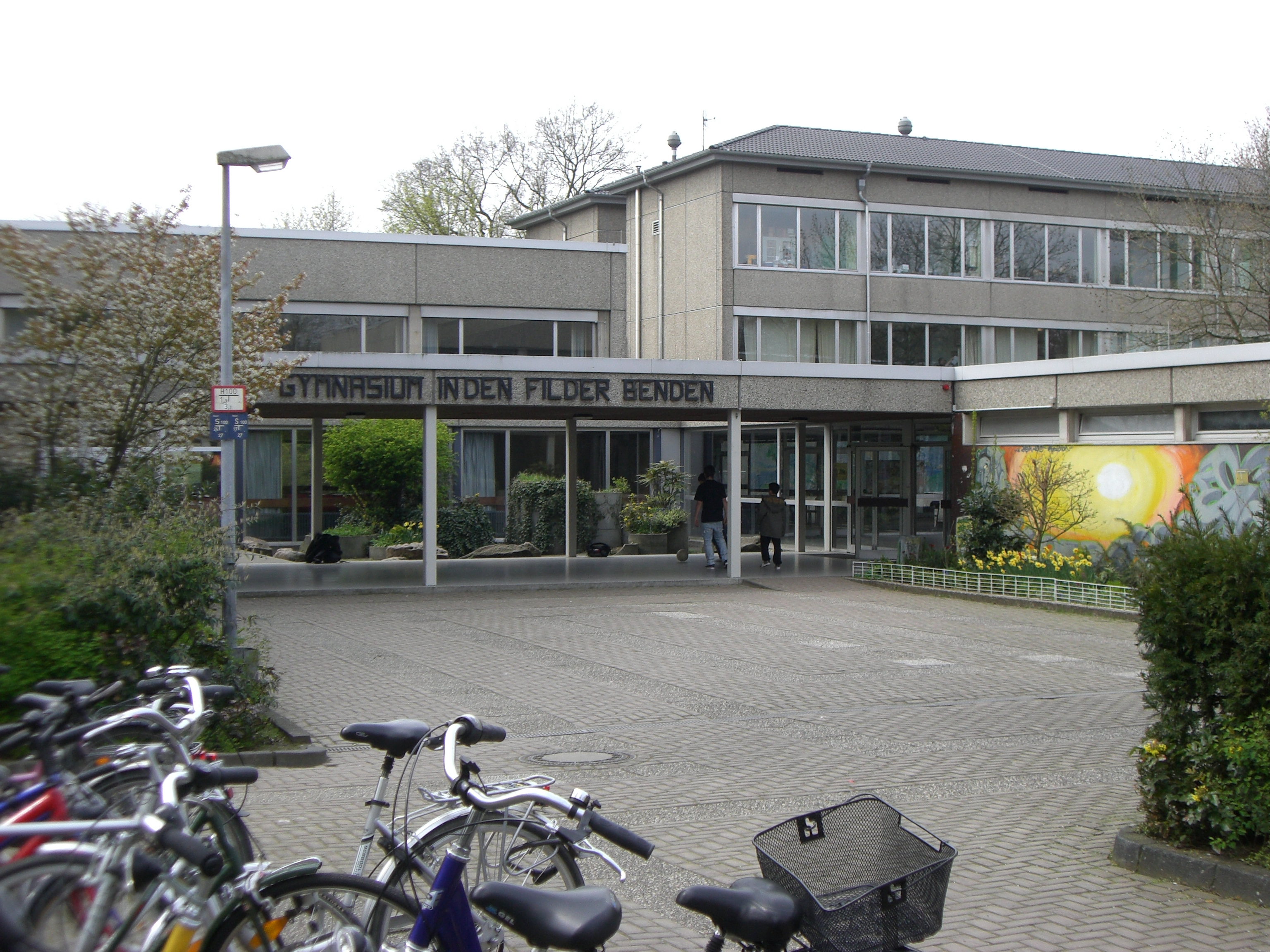
Haupteingang
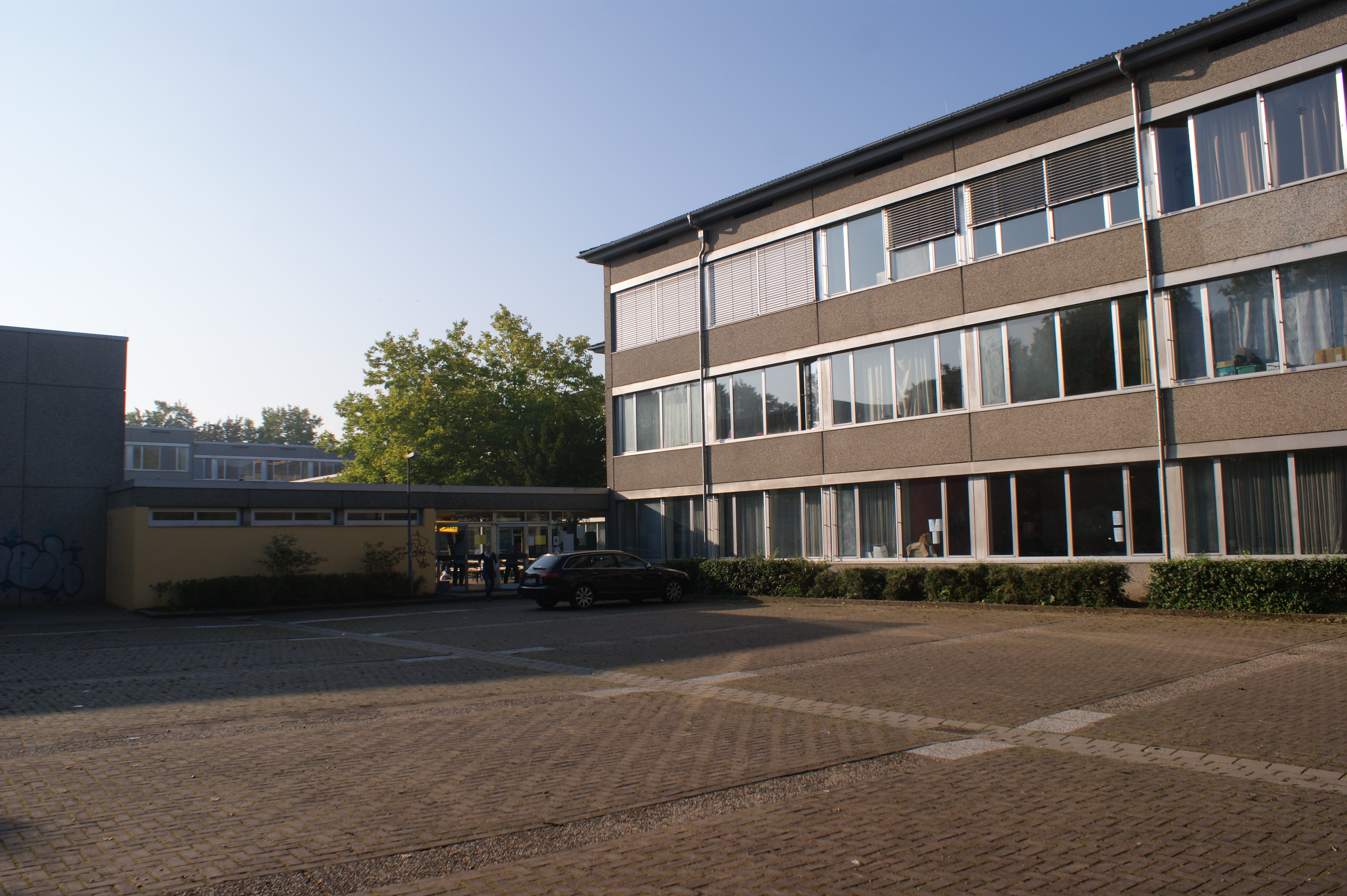
Außenhof
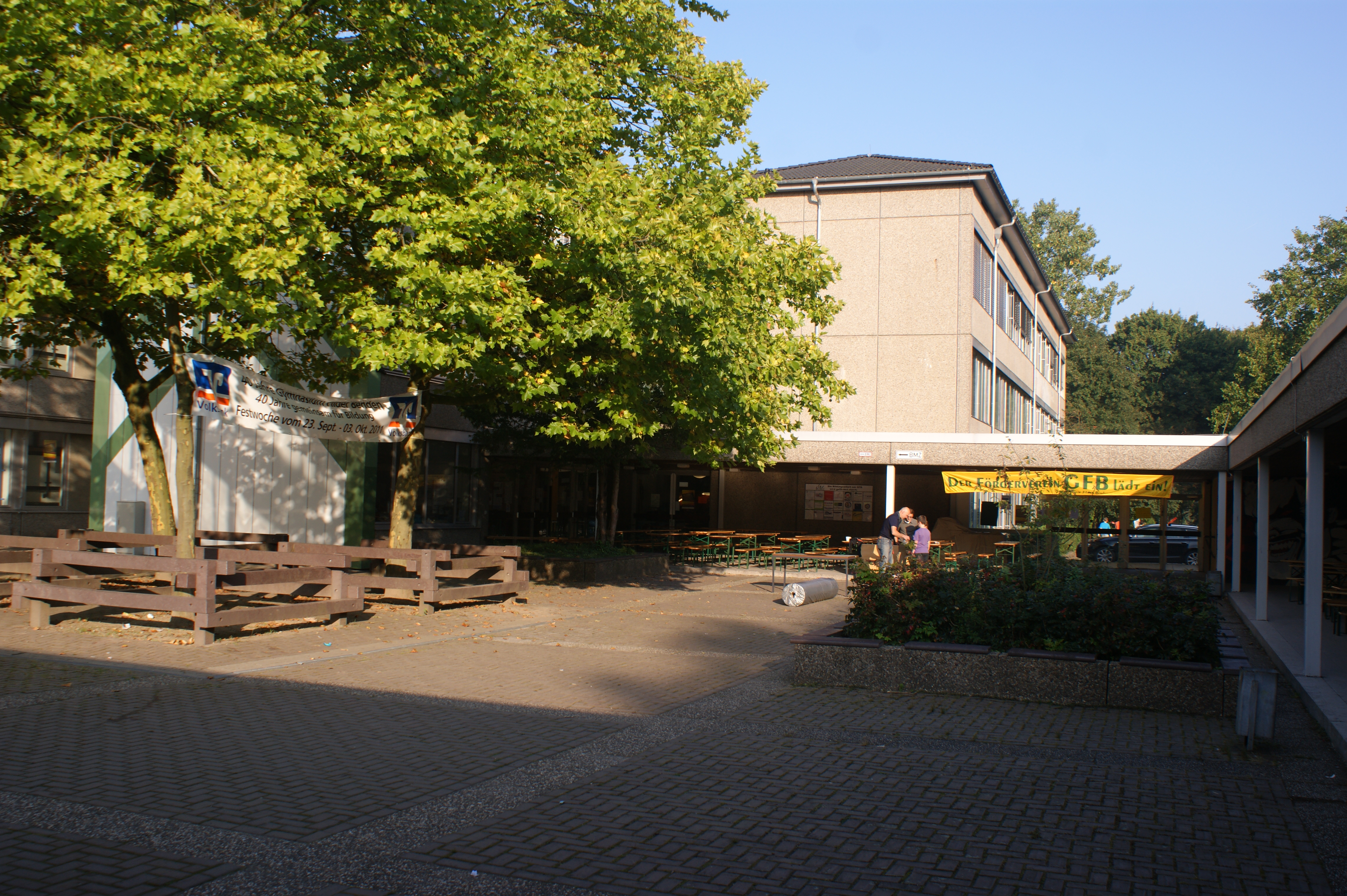
Innenhof
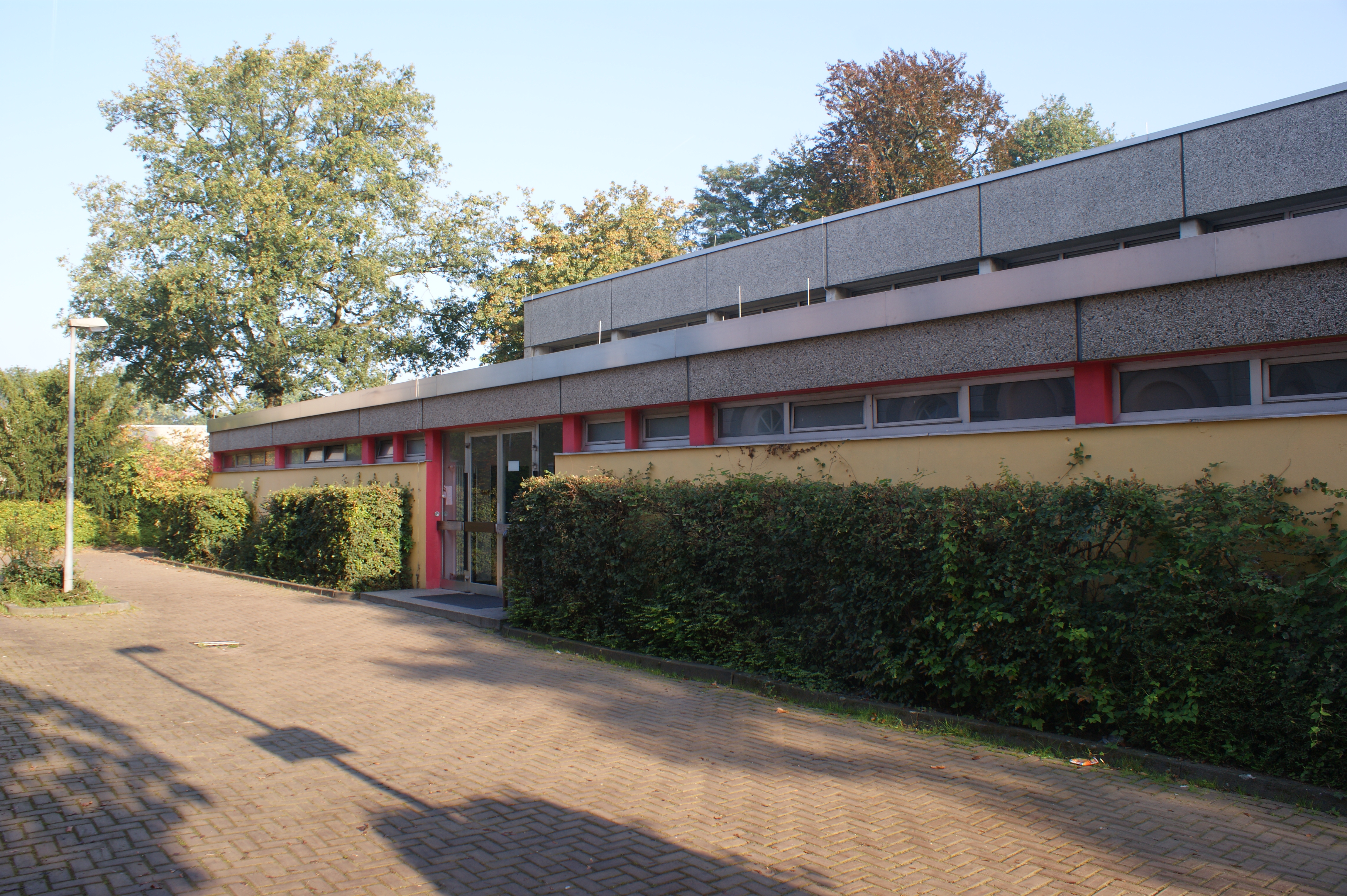
Sporthalle 2
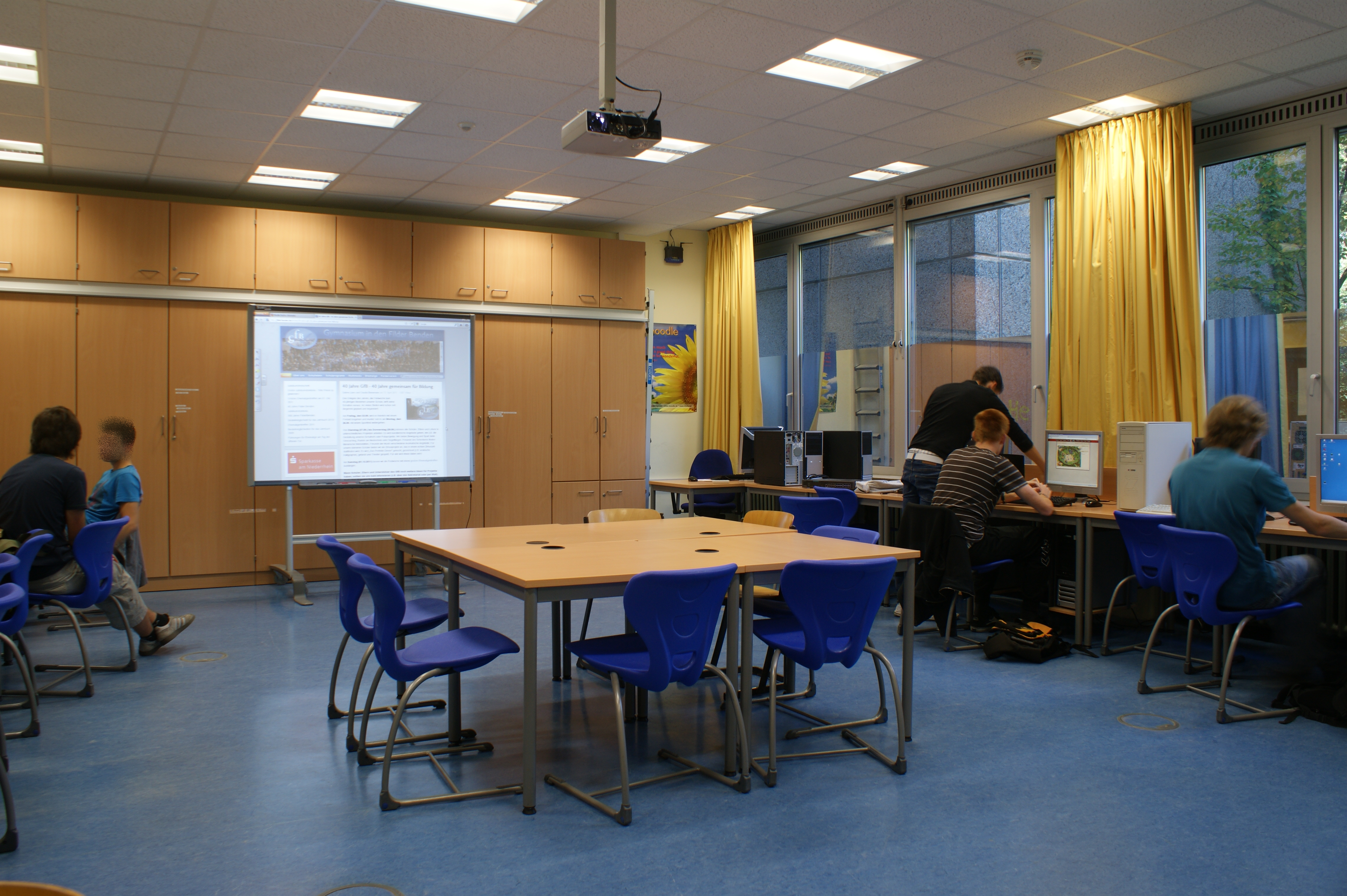
Mediothek und Selbstlernzentrum

## Geschichte
Durch das Engagement des damaligen Direktors des Gymnasium Adolfinum, Prof. Friedrich Heinz, wurde 1926 ein Aufbauzweig an das Adolfinum angegliedert. Während des Zweiten Weltkrieges wurde das Schulgebäude 1944 durch einen Luftanschlag zerstört. Doch bereits nach einem Jahr konnte der Unterricht im Martinstift wiederaufgenommen werden. Die Schule kehrte 1951 in das wiederaufgebaute Gebäude an der Wilhelm-Schröder-Straße zurück. Um 1971 zog das staatliche Aufbaugymnasium in das Gebäude der Zahnstraße um und wurde somit endgültig vom Adolfinum getrennt. Zu dieser Zeit hatte das Gymnasium 441 Schüler und 34 Lehrer und Platz für 27 Klassen. Seit 1972 besitzt das Gymnasium eine Sporthalle und den Schulsportplatz. Seit 1974 ist die Stadt Moers Schulträger des Gymnasiums. Anlässlich des 20-jährigen Jubiläums der Unabhängigkeit trägt die Schule seit 1991 den Namen: „Gymnasium in den Filder Benden. Städtisches Gymnasium und Aufbaugymnasium“. 1994 wurde vom Rat der Stadt Moers beschlossen, den Aufbauzweig auslaufen zu lassen. Seitdem heißt es Gymnasium in den Filder Benden. Im Jahr 2001 begann die fünfjährige Renovierung und Sanierung der Schule. Mit dem Jahrgang 2006/07 starteten die ersten G8-Klassen am Filder Benden. Nach einem Brand der Schülerbibliothek wurde 2008 eine neue Mediothek eingerichtet, zu der im Mai 2011 eine Mensa mit 100 bis 120 Plätzen hinzukam.

## Schulprogramm

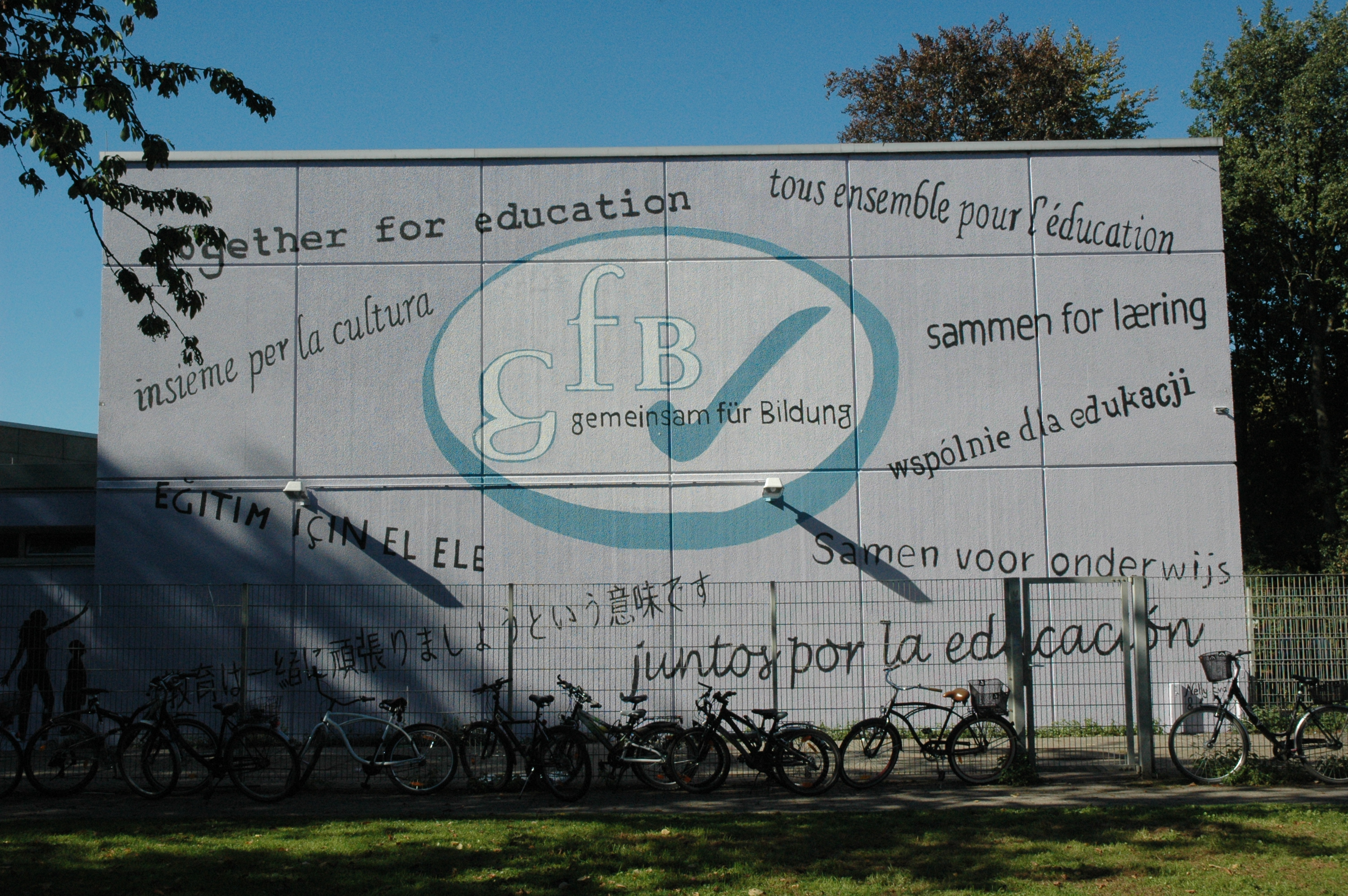
Schullogo und Schulmotto an der Sporthalle 2, ein Ergebnis der Projektwoche 2011

Das Schulprogramm wurde entwickelt, um in einer sich verändernden Gesellschaft dem Bildungs- und Erziehungsauftrag gerecht werden zu können, die sich dabei auf das Erlernen und die Erarbeitung von Allgemeinbildung, spezifischen Grundlagen, ethischen und sozialen Wertvorstellungen sowie zukunftsorientierter Handlungskompetenz beziehen. Schülerinnen und Schüler sollen dabei soziale Kompetenz, Verständnis und Toleranz im Umgang mit anderen Kulturen, künstlerisch-musische und methodische Fähigkeiten entwickeln. Das Konzept erwartet von Lehrern Transparenz und Einschätzbarkeit des Lehrerverhaltens sowie Förderung der Persönlichkeitsentwicklung der Schüler und Bereitschaft zur Weiterentwicklung und Weiterbildung.
Als eine der wenigen Schulen in Nordrhein-Westfalen bietet das Gymnasium Filder Benden die Fremdsprache Japanisch an. Seit 2002 wurde diese als Arbeitsgemeinschaft auf freiwilliger Basis unterrichtet, seit dem Schuljahr 2009/2010 kann man die Sprache ab Klasse 10 erlernen. Japanisch wird vierstündig unterrichtet und kann im Abitur als Grundkurs gewählt werden. Alle zwei Jahre wird eine Studienfahrt nach Japan angeboten. Zwei Wochen lang wird ein Schüleraustausch mit der Partnerschule in Kyōto statt, danach wird eine einwöchige Rundreise durch ganz Japan durchgeführt.
Am Gymnasium Filder Benden können alle Schulabschlüsse des Landes Nordrhein-Westfalen erworben werden.
Das Gymnasium legt großen Wert auf die Nutzung neuer Medien. Es gibt unter anderem eine Mediothek mit zirka 30 Computern, Beamer, WLAN und einem Whiteboard. Außerdem sind vier weitere Computerräume vorhanden, die teilweise auch mit Whiteboards ausgestattet sind. Daneben steht ein Laptopwagen zur Verfügung, der eine komplette Klasse mit Notebooks versorgen kann und einen WLAN-Zugang bietet.
An der Schule war unter anderem bis 2014 auch der Historiker Helmut Kellershohn tätig.

## Schulleiter
| Name             | Im Amt    | Kurzbiografie | Bild             |
| ---------------- | --------- | --- | ---------------- |
| Hans Born        | 1971–1984 | - 1926 in Moers geboren - Studium der Fächer Deutsch, Geschichte und Erdkunde in Mainz - Verstarb am 7. Januar 1984 im Alter von 57 Jahren an einem Herzinfarkt |                  |
| Doloris Fitzthum | 1984–2007 | - 1942 in Hachenburg geboren - 1962 Abitur auf dem Staatlichen Aufbaugymnasium für Mädchen in Montabaur - Bis 1968 Studium der Fächer Latein und Französisch in Köln - 1970 trat sie ihre erste Stelle am Adolfinum an - Im Oktober 1984 übernahm sie die Schulleitung am damaligen Aufbaugymnasium |                  |
| André Hoffmann   | 2007–2010 | - 1963 in Duisburg-Meiderich geboren - 1982 Abitur am Gymnasium Stadtmitte in Duisburg - Studium der Fächer Chemie und Geographie an der Universität Duisburg-Essen - Kam 2004 als stellvertretender Schulleiter an das Gymnasium in den Filder Benden - Im Jahr 2010 wurde er von der Bezirksregierung Düsseldorf zum Dezernenten berufen |                  |
| Dr. Anke Domrose | 2011–2013 | - 1966 in Dorsten geboren - 1985 Abitur in Dorsten - Studium von 1986–1990 im Fach Chemie an der Universität Dortmund - 1995 Promotion über Elektrochemische Untersuchungen zur Nichtstöchiometrie dotierter Zinndioxid- und undotierter Zinkoxidschichten unter Verwendung von Zirkondioxid als sauerstoffionenleitenden Festelektrolyten - Seit 2001 Fachberaterin für Chemie - Von 1998 bis 2007 war sie Lehrerin am Maria-Sibylla-Merian-Gymnasium in Krefeld - War stellvertretende Schulleiterin von 2007–2010 am Filder Benden - Im Jahr 2013 wurde sie von der Bezirksregierung Düsseldorf zur Dezernentin berufen | Dr. Anke Domrose |
| Arndt van Huet   | 2014–     | - Abitur in Xanten - Studium der Fächer Deutsch, Sozialwissenschaften und Sport an der Universität zu Köln und an der Deutschen Sporthochschule Köln - ab 2002 Lehrer am Max-Planck-Gymnasium Duisburg - ab 2010/2011 stellvertretender Schulleiter am Lise-Meitner-Gymnasium in Geldern |                  |

## Außerunterrichtliches Engagement

### Arbeitsgemeinschaften
Zu Beginn des Schuljahres 2011/12 wurden am Gymnasium Filder Benden insgesamt 22 Arbeitsgemeinschaften angeboten. Dazu zählen sportliche Aktivitäten, wie Badminton oder Frisbee (Ultimate), musikalische Projekte mit Bläserklassen und einem Chor oder auch schulische Weiterbildungen in Fächern wie Latein, Japanisch und Chemie. Allerdings gibt es auch Arbeitsgemeinschaften, bei denen unter Schwarzlicht Theater gespielt wird, und darüber hinaus schulfördernde Kurse wie die Homepage-AG oder die Verfasser des Jahrbuches. Ein weiteres Projekt ist die Robotik-AG, bei der um die Programmierung von Lego-Mindstorms-NXT-Robotern. Geleitet werden die verschiedenen Arbeitsgemeinschaften sowohl von Lehrern als auch von Schülern.
Ferner bietet das Informatikunternehmen HKS Informatik GmbH seit April 2010 die Wirtschafts-AG an, die Schülern aus der Oberstufe Einblicke in die Betriebswirtschaft und das Berufsleben geben soll.

### Austausche und internationale Fahrten

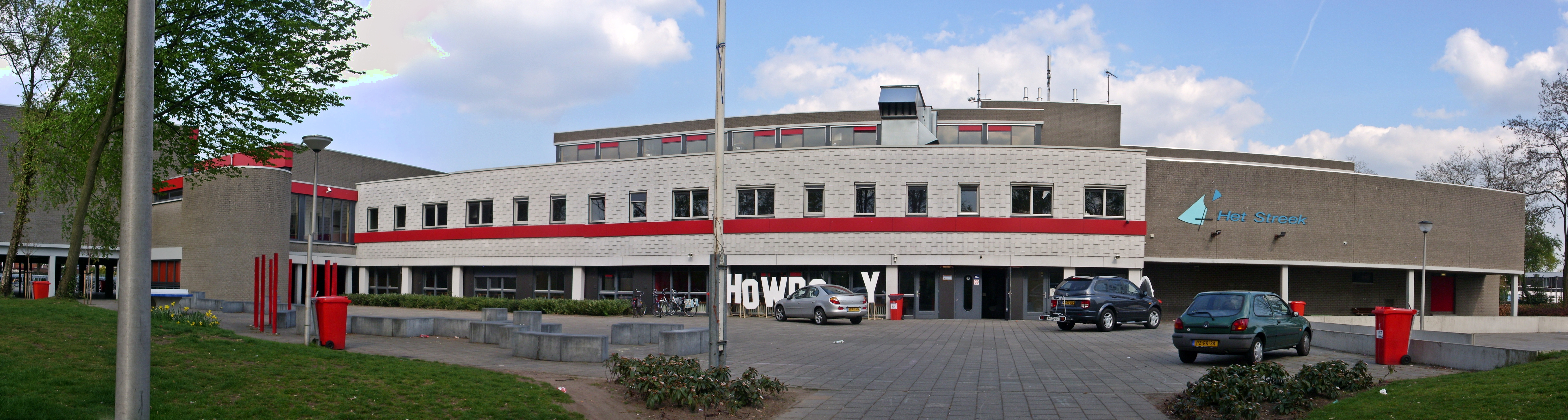
Die niederländische Partnerschule Het Streek in Ede

Austausche mit Partnerschulen finden am Gymnasium in den Filder Benden insgesamt drei statt, die sich vor allem auf die Jahrgangsstufen 8 und 9 konzentrieren. Dazu gibt es jedoch noch einige schulisch private Angebote.
Der älteste Austausch findet seit knapp 30 Jahren mit dem Collège Carlin Legrand in Bapaume ( Frankreich) statt. Zunächst verbringen die französischen Gastschüler eine Woche in Moers, bevor wenige Monate später der Besuch in Frankreich folgt. Beteiligt sind Schüler aus der 8. Klasse, die als zweite Fremdsprache, die ab der Jahrgangsstufe 6 gewählt werden muss, Französisch genommen haben, bzw. zur Auffüllung freier Plätze Schüler aus der 9. Klasse.
In Klasse 8 findet ein Austausch mit der Partnerschule Het Streek in Ede ( Niederlande) statt, der sowohl in Moers als auch in Ede jeweils drei Tage andauert.
Aufgrund des besonderen Japan-Engagements am Filder Benden werden von der zuständigen Lehrerin seit 2005 Studienfahrten mit der Yamashiro High School in Kyōto ( Japan) organisiert. Daran können die Mitglieder der Japanisch-AG (Sekundarstufe I) und der Oberstufen-Kurse der asiatischen Fremdsprache teilnehmen. Außergewöhnlich daran ist, dass japanische Schulen als Fremdsprachen meist nur Englisch unterrichten und daher weniger Kontakt zu deutschen Schulen suchen.
Seit Anfang 2009 werden für siebte Klassen und weitere freiwillige ältere Schüler Touren über ein Wochenende nach London ( England) veranstaltet, bei denen man freitags per Bus und Fähre über Canterbury abends in die britische Hauptstadt kommt, dann dort einen Abend und einen Tag verbringt und sich Samstagabends wieder auf die Heimreise begibt.
Mit Hilfe der Euregio Rhein-Waal startete das Gymnasium 2019 das Projekt Unterwegs – Onderweg, ein deutsch-niederländisches ( Niederlande) Kooperationsprojekt zwischen Schulen und Museen. Federführend ist die Otto-Pankok-Stiftung in Hünxe mit ihrem Museum, mit dabei sind der Geschichtsort Humberghaus in Hamminkeln-Dingden, und das Nationaal Onderduikmuseum in Aalten, NL. Das Leitmotiv dieser Zusammenarbeit lautet Freiheit, Toleranz, (Mit-) Menschlichkeit.

### Erfolge
1996 gründete sich die erste Mädchen-Fußballmannschaft des Filder Bendens, die diverse Erfolge wie zunächst Stadtmeister, Kreismeister, Bezirksmeister und dann Landesteilmeister verbuchen konnte. Der größte Erfolg war im Jahr 1998 der Gewinn der Landesmeisterschaft, den sich 14 Mädchen (vornehmlich aus der 10. Klasse) mit Unterstützung der Bundesligaspielerin Christa Schäpertöns sicherten. Im Finale schlugen sie das Team von Ochtruper Realschülerinnen mit 2:0.
Das Gymnasium in den Filder Benden tritt mit der Arbeitsgemeinschaft Robotik regelmäßig bei Wettbewerben, bei denen es um NXT-Mindstorms-Roboter geht, an, wie beispielsweise der First Lego League, wo sie sich beim Regionalwettbewerb in Aachen 2007 für das Europa-Finale in Triberg im Schwarzwald qualifizierten.

## Absolventen
- Taylan Duman (* 1997), Fußballspieler